# Goneccalypsis lucida
Goneccalypsis lucida là một loài ruồi trong họ Asilidae. Goneccalypsis lucida được Hermann miêu tả năm 1912. Loài này phân bố ở miền Ấn Độ - Mã Lai.